# Les Grands Chemins
Pour les articles homonymes, voir Les Grands Chemins (homonymie).
Les Grands Chemins est un roman de Jean Giono paru en 1951.

## Analyse
Le narrateur du récit (dont le nom demeure inconnu) traverse le Midi français à la recherche de son idéal. L'œuvre entière (et surtout les personnages) n'est en fait qu'un prétexte sur la condition humaine dans la société des années 1950.

## Éditions
- 1951 - Les Grands Chemins, collection de la NRF, éditions Gallimard, Paris.
- 1966 - Les Grands Chemins, Le Livre de Poche (n°1901) éditions Gallimard, Paris.
- 1980 - Les Grands Chemins, in « Jean Giono - Œuvres romanesques complètes », Tome V, Gallimard, Bibliothèque de la Pléiade, Édition établie par Robert Ricatte avec la collaboration de Pierre Citron, Henri Godard, Janine et Lucien Miallet et Luce Ricatte.